# Гурьев, Михаил Григорьевич
Михаил Григорьевич Гурьев (4 ноября 1861, Оренбургская губерния — после декабря 1908) — полковник, командир Оренбургского 11-го казачьего полка (1904—1905), обладатель Золотого оружия.

## Биография
Михаил Гурьев родился 4 ноября 1861 года в Оренбургской губернии в казачьей семье. Сведения о месте его рождения разнятся: по одним данным он появился на свет в станице Нижнеувельская третьего военного отдела Оренбургского казачьего войска, по другим — в станице Оренбургская первого военного отдела того же войска. Михаил окончил Оренбургскую военную прогимназию, а затем поступил в Оренбургское казачье юнкерское училище, из которого выпустился по второму разряду.
В 1878 году Гурьев начал службу в Русской императорской армии. Он получил звание хорунжего в декабре 1881 года, стал сотником к середине декабря 1884-го, а подъесаулом в конце октября 1890 года. Михаил Григорьевич дослужился до чина есаула с формулировкой «за отличие» в ноябре 1891 года, а войскового старшины — в феврале 1899 года. 7 октября 1904 года Гурьев стал полковником «за боевые отличия» — вместе с ним за участие в Русско-Японской войне полковничьи погоны получили будущий генерал Георгий Бычков (отец участника Гражданской войны, полковника Алексея Бычкова) и будущий георгиевский кавалер, также ставший позже генерал-майором, Николай Волжин.
В 1891 году Михаил Гурьев исполнял обязанности начальника конвоя при проезде по территории Оренбургского казачьего войска наследника, цесаревича Николая Александровича — будущего императора Всероссийского Николая II. Был награждён золотыми запонками с драгоценными камнями и фотографией молодого цесаревича. В сентябре того же года Михаил Григорьевич сменил место жительства: переселился из станицы Нижнеувельская в станицу Оренбургская. С 1892 по 1894 год он проходил службу в Оренбургском 5-м казачьем полку. 16 апреля 1904 года Гурьев занял должность командира Оренбургского 11-го казачьего полка — оставался на этом посту до 1905 года.
Михаил Григорьевич стал участником конфликта на Дальнем Востоке, во время которой был награждён несколькими орденами. 7 ноября 1904 года он вошёл в «депутацию» казаков, которые лично поздравили «его высокопревосходительство главнокомандующего» Алексея Куропаткина с избранием в почётные оренбургские казаки. Кроме Гурьева в группу поздравлявших вошли генерал Митрофан Греков, полковник Андрей Николаев, полковник Бычков, войсковой старшина Волжин, есаул Пастухов, подъесаул Серов, Фадеев, хорунжий Горбунов, а также по три «нижних чина» от первого, десятого, одиннадцатого и двенадцатого казачьих полков. Главнокомандующий, выразивший «радость слиться с оренбургским войском», лично раздал казакам полученные ими награды: Георгиевское оружие — Грекову, Николаеву, Бычкову и Волжину; орден Святого Владимира 4-й степени — Гурьеву и Фадееву.
В марте 1906 года Гурьев был назначен командиром Оренбургского 4-го казачьего полка. С мая 1906 года он командовал 5-м полком. Михаил Григорьевич был «уволен от должности» с мундиром и пенсией в декабре 1908 года.

## Награды
- Орден Святого Станислава 3 степени (1891)
- Орден Святого Станислава 2 степени с мечами (1912)
- Орден Святой Анны 3 степени с мечами и бантом (1904)
- Орден Святой Анны 2 степени с мечами (1904)
- Орден Святого Владимира 4 степени с мечами и бантом (1904)
- Георгиевское оружие — золотая шашка «За храбрость»[1][6]: 4 мая 1906[7]

## Семья
По данным на 1908 год, Михаил Гурьев состоял в официальном браке с Верой Сергеевной Гурьевой и имел шестерых детей.